# Championnats d'Afrique féminins de judo 1991
Navigation
Édition précédente Édition suivante
Les championnats d'Afrique féminins de judo 1991 se déroulent du 1er au 3 novembre 1991 à Port-Louis (Maurice). La compétition féminine est organisée par l'Union africaine de judo pour préparer les judokates africaines aux Jeux olympiques d'été de 1992 à Barcelone; en effet, les femmes n'étaient pas du programme des Jeux africains de 1991 au Caire.
Ces championnats sont dominés par la Tunisie dans les compétitions par équipes et l'Égypte en individuel. L'équipe nationale algérienne n'a pas pu prendre part aux épreuves par équipes à la suite de la blessure d'une athlète.

## Médaillées
| Épreuves                 | Or | Argent               | Bronze                        |
| ------------------------ | --- | -------------------- | ----------------------------- |
| -48 kg                   | Souad Bouziane (TUN) | Salima Souakri (ALG) | ????? (???)                   |
| -48 kg                   | Souad Bouziane (TUN) | Salima Souakri (ALG) | ????? (???)                   |
| -52 kg                   | Farek Shirin (EGY) | Nadia Khadem (ALG)   | Mimose Géry-Goodorally (MRI). |
| -52 kg                   | Farek Shirin (EGY) | Nadia Khadem (ALG)   | ????? (???)                   |
| -56 kg                   | Domoina Rabeantoandro (MAD) | ????? (???)          | ????? (???)                   |
| -56 kg                   | Domoina Rabeantoandro (MAD) | ????? (???)          | ????? (???)                   |
| -61 kg                   | Samira Azizi (ALG). | Ravolomalala (MAD)   | ????? (???)                   |
| -61 kg                   | Samira Azizi (ALG). | Ravolomalala (MAD)   | ????? (???)                   |
| -66 kg                   | Mélanie Engoang (GAB). | ????? (???)          | Zahia Bacha (ALG)             |
| -66 kg                   | Mélanie Engoang (GAB). | ????? (???)          | ????? (???)                   |
| -72 kg                   | ????? (???) | ????? (???)          | ????? (???)                   |
| -72 kg                   | ????? (???) | ????? (???)          | ????? (???)                   |
| +72 kg                   | ????? (???) | ????? (???)          | ????? (???)                   |
| +72 kg                   | ????? (???) | ????? (???)          | ????? (???)                   |
| Open (toutes catégories) | ????? (???) | ????? (???)          | Mélanie Engoang (GAB)         |
| Open (toutes catégories) | ????? (???) | ????? (???)          | ????? (???)                   |
| Par équipes              | Tunisie Souad Bouzainne (-48 kg) Dalenda Hamdi (-52 kg) Rym Belhamra (-56 kg) Hajer Tbessi (-61 kg) Ahlem Chikhaoui (-66 kg) Sonia Cherif (-72 kg) Samira Oueslati (+72 kg) | ?????                | ?????                         |
| Par équipes              | Tunisie Souad Bouzainne (-48 kg) Dalenda Hamdi (-52 kg) Rym Belhamra (-56 kg) Hajer Tbessi (-61 kg) Ahlem Chikhaoui (-66 kg) Sonia Cherif (-72 kg) Samira Oueslati (+72 kg) | ?????                | ?????                         |